# Korsbarb
Korsbarb (Puntius lateristriga) är en fiskart som först beskrevs av Achille Valenciennes 1842.  Korsbarb ingår i släktet Puntius och familjen karpfiskar. IUCN kategoriserar arten globalt som livskraftig. Inga underarter finns listade i Catalogue of Life.